# Jürgen Suberg

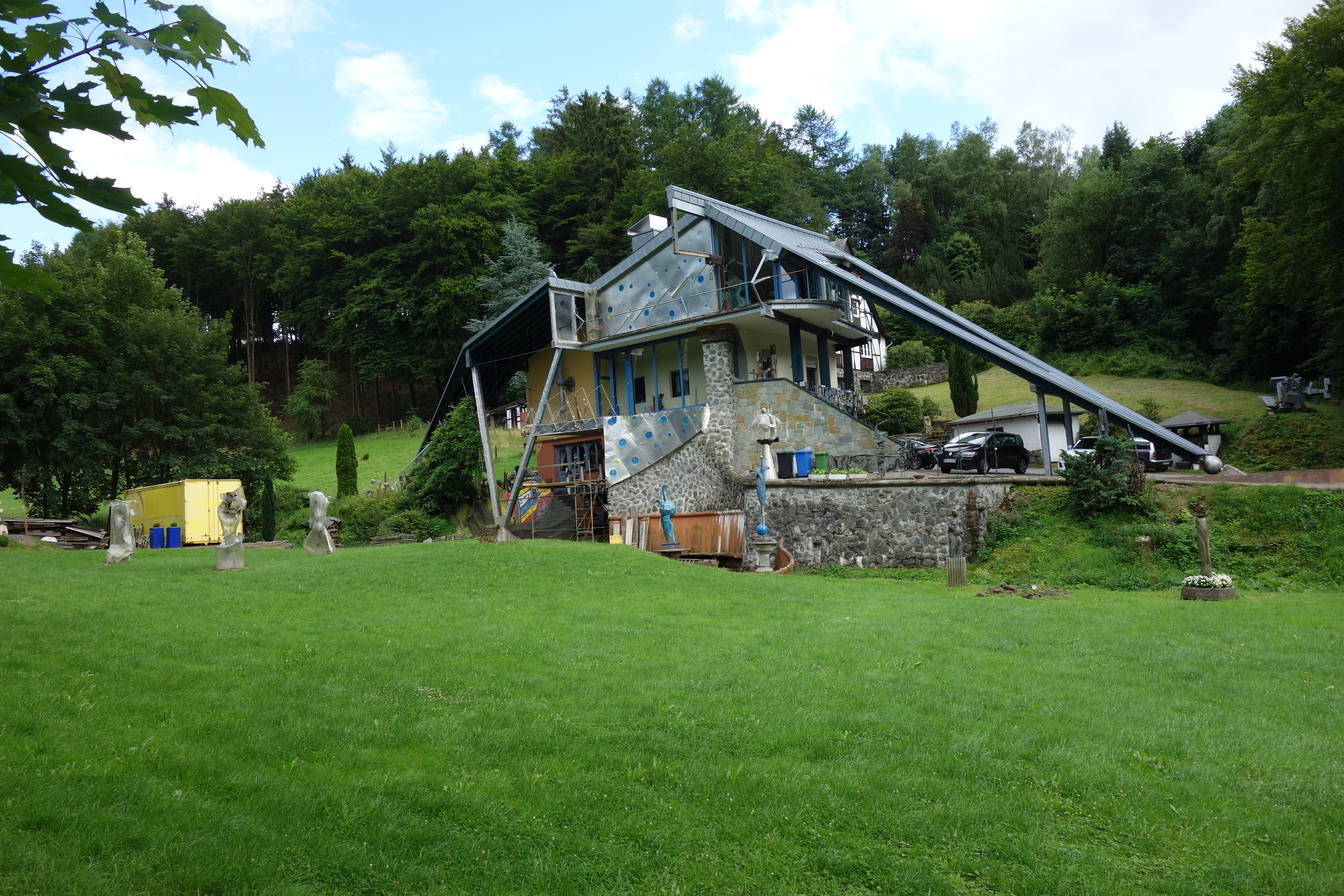
Atelier von Jürgen Suberg

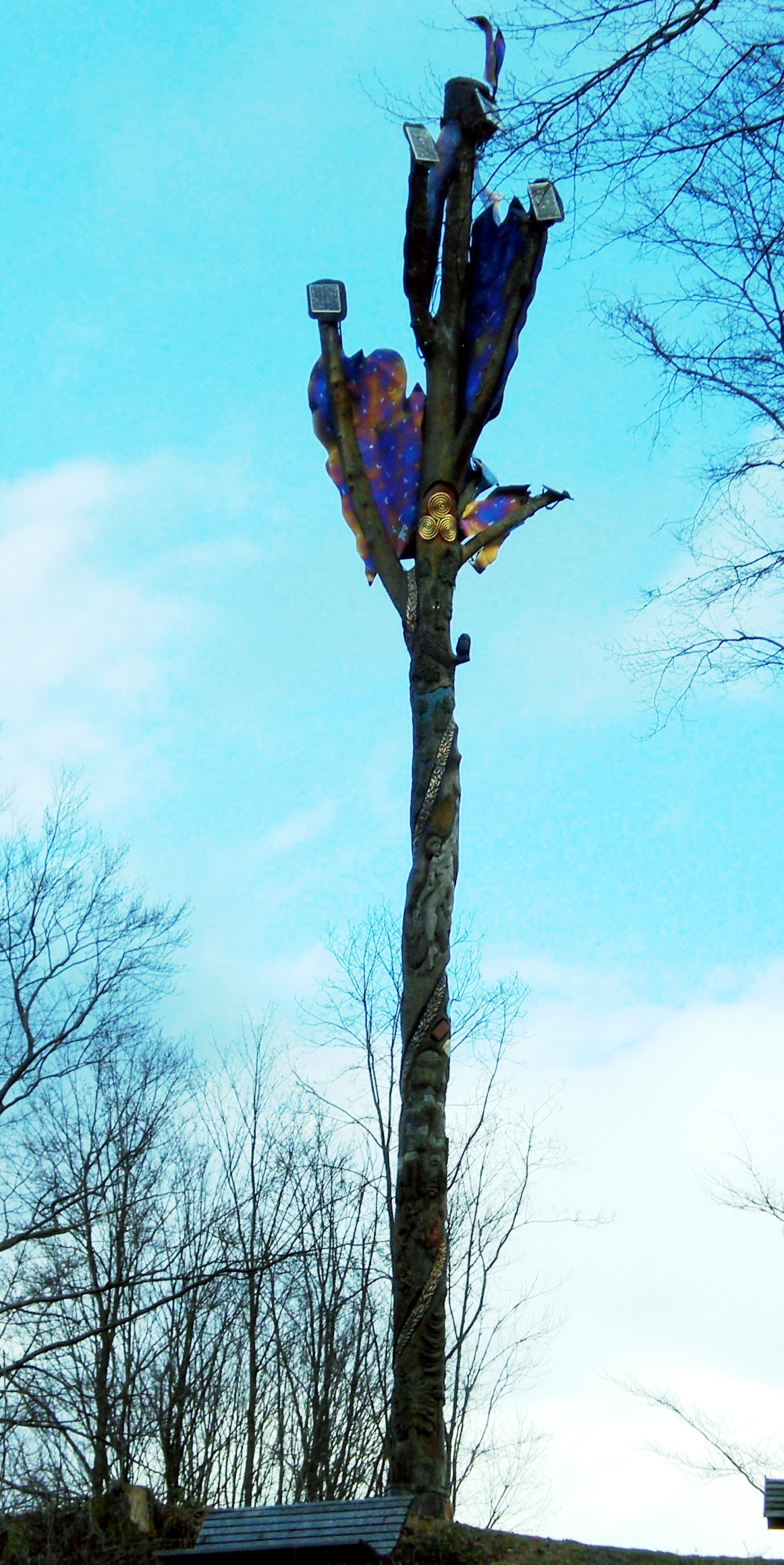
Die Feuereiche in Elleringhausen

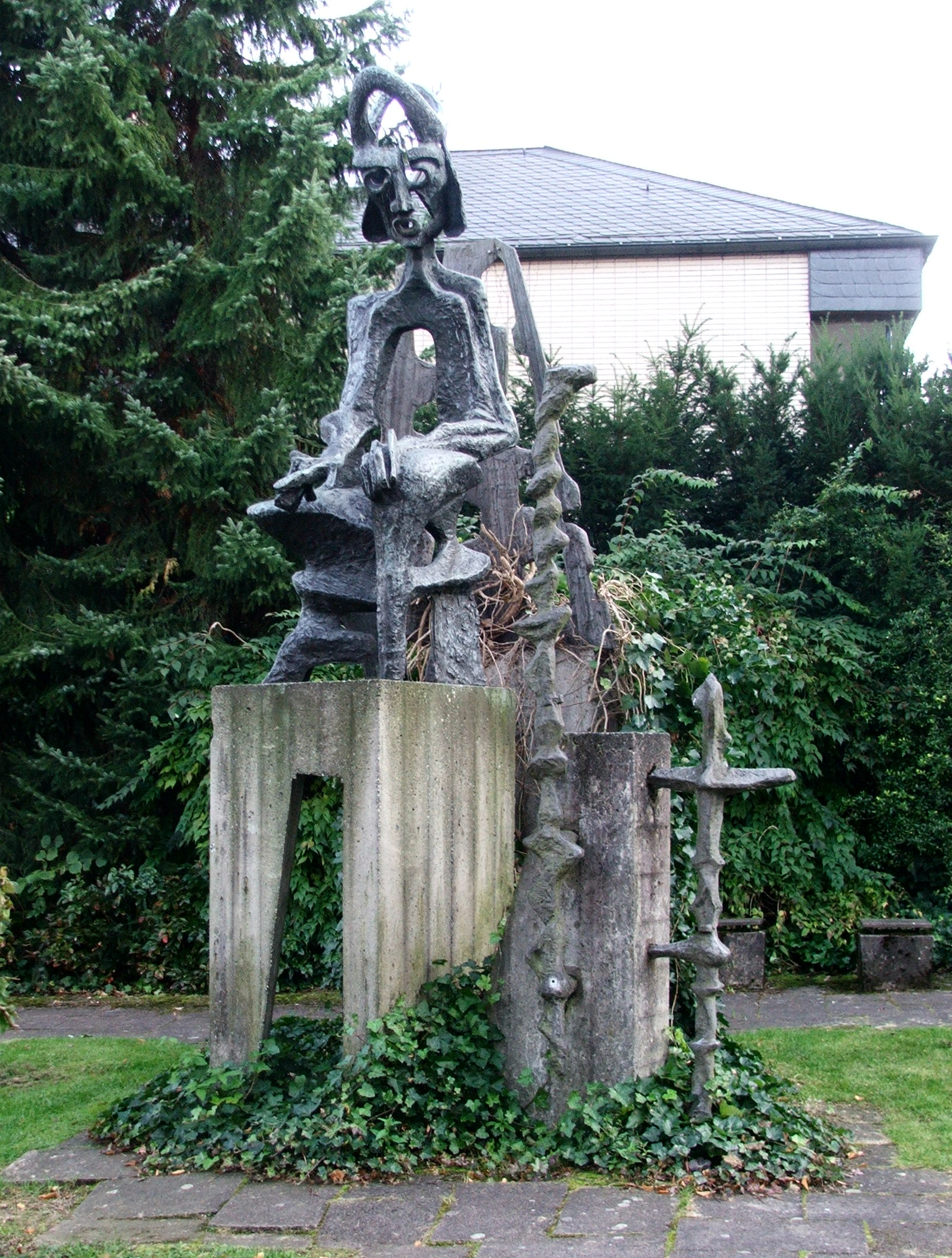
Skulptur des Engelbert in der Briloner Fußgängerzone

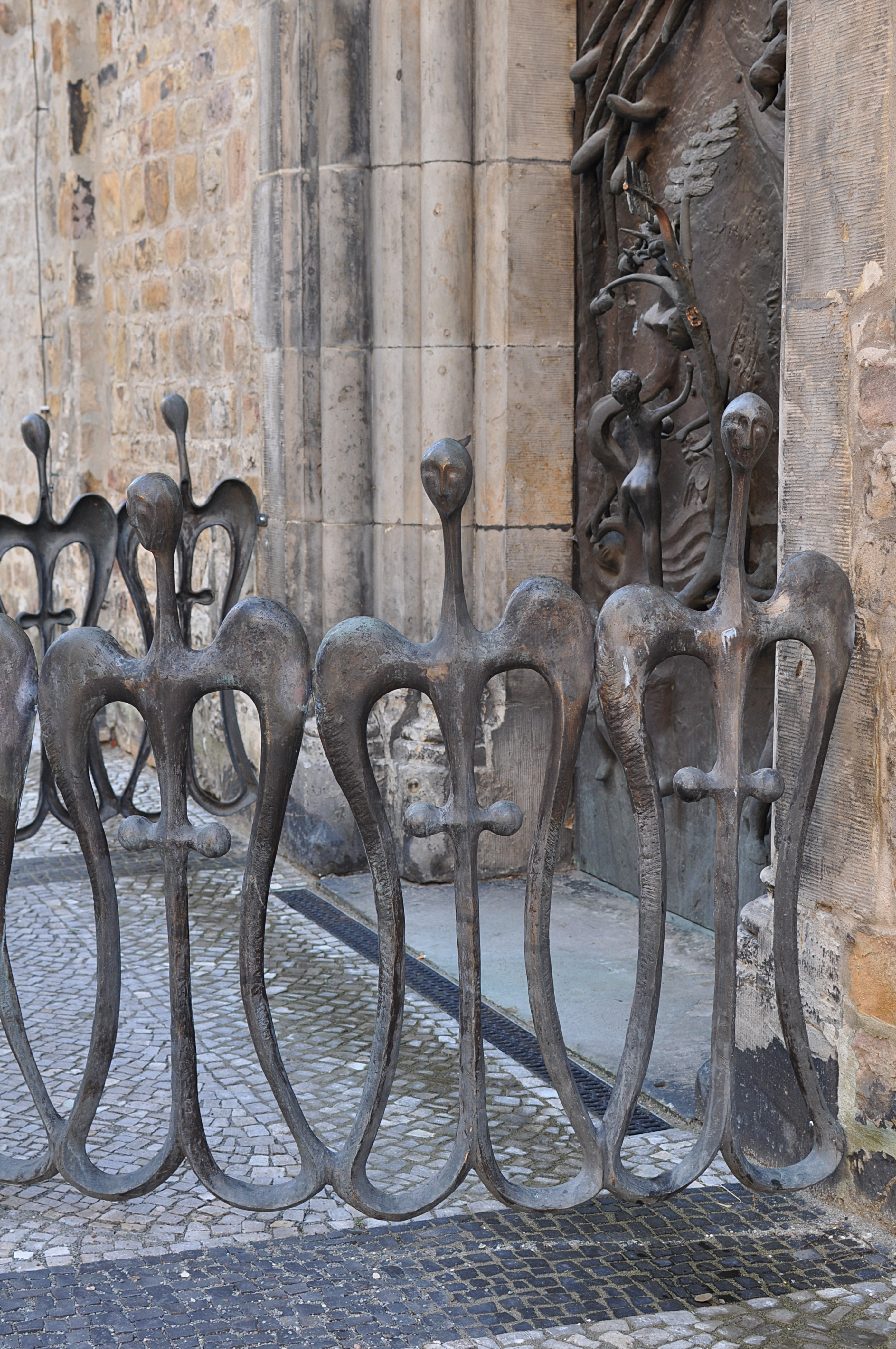
Der Portalzaun an der Kirche St. Sebastian in Magdeburg

Jürgen Suberg (* 2. Februar 1944 in Korschenbroich; † 2. Juni 2024) war ein Bildhauer, der in Elleringhausen lebte und arbeitete. Sein Atelier befand sich in einem von ihm gebauten Haus, Elleringhauser Straße Nr. 31 in Elleringhausen.
Er studierte von 1962 bis 1967 an der Kunstakademie Düsseldorf bei Szekessy, Kricke und Beuys und an der Accademia di Belle Arti di Roma bei Fazzini. Manche Kontraste der Kunstwerke von Jürgen Suberg eröffnen sich erst auf den zweiten Blick. Beschwingte Linien, mutige Farben und Skulpturen, die vielfach das Licht brechen. Die Quellen meiner Ideen ist das Leben. Das Erlebte habe ich in meiner Kunst umgesetzt und sichtbar gemacht.

## Werke im öffentlichen Raum
- Skulptur des Stadtgründers Engelbert in Brilon
- Die Feuereiche in Elleringhausen
- Portalzaun vor der Kirche St. Sebastian in Magdeburg (1987)
- Kommunikationszentrum Lennestadt
- Schulzentrum Korbach
- Galileogymnasium Hamm
- Kreishaus Meschede[3]

## Arbeiten in und an Kirchen
- Benediktiner-Abtei in Zadar
- Katholische Kirche Lemförde
- Benediktiner-Abtei Meschede
- Bischofskirche St. Sebastian in Magdeburg
- Kirche in Elleringhausen
- Kirche in Haan[3]